# Tamati Patuwai
Tamati Patuwai (auch als Tamati Te Nohotu und Tamati Rice bekannt) ist ein neuseeländischer ehemaliger Schauspieler.

## Leben
Patuwai besuchte zwischen 1993 und 1994 die Toi Whakaari: NZ Drama School.
Er gab 1992 im Film Die verlorene Welt, frei nach dem Roman Die vergessene Welt von Arthur Conan Doyle, in der Rolle des Achille sein Filmschauspieldebüt. Knapp zehn Jahre später spielte er in einer weiteren Verfilmung desselben Romans, im Fernsehfilm Die vergessene Welt dieselbe Rolle, allerdings ist in dieser Filmfassung Achille der Sohn des Häuptlings der indigenen Ureinwohner des Plateaus. Von 1992 bis 1994 stellte er in 67 Episoden der Fernsehserie Shortland Street die Rolle des Henry Tamariki dar. 1993 hatte er eine Nebenrolle im Film Das Piano inne. In der langläufigen Fernsehserie Xena – Die Kriegerprinzessin stellte er verschiedene Charaktere dar. Bis Mitte der 2000er Jahre erhielt er Rollen in Filmproduktionen unterschiedlicher Größe und wirkte als Episodendarsteller in verschiedenen Fernsehserien mit. Von 2001 bis 2003 spielte er in 40 Episoden der Fernsehserie Mercy Peak die Rolle des Cliff Tairoa. Zuletzt war er 2007 im Fernsehfilm The Man Who Lost His Head als Filmschauspieler zu sehen.
Er wohnt in Glen Innes.

## Filmografie (Auswahl)
- 1992: Die verlorene Welt (The Lost World)
- 1992–1994: Shortland Street (Fernsehserie, 67 Episoden)
- 1993: Das Piano (The Piano)
- 1997–2000: Xena – Die Kriegerprinzessin (Xena: Warrior Princess, Fernsehserie, 5 Episoden, verschiedene Rollen)
- 1998: City Life (Fernsehserie, 6 Episoden)
- 1998: Lost Valley – Terror im Regenwald (Lost Valley)
- 1999: Duggan (Fernsehserie, Episode 1x02)
- 1999: Xena: Warrior Princess (Computerspiel)
- 2000: Vertical Limit
- 2000: Staunch (Fernsehfilm)
- 2001: Cleopatra 2525 (Fernsehserie, Episode 2x12)
- 2001: Die vergessene Welt (The Lost World, Fernsehfilm)
- 2001–2003: Mercy Peak (Fernsehserie, 40 Episoden)
- 2002: The Maori Merchant of Venice
- 2002: Mataku (Fernsehserie, Episode 2x07)
- 2007: The Man Who Lost His Head (Fernsehfilm)